# Musikjahr 1715
Liste der Musikjahre

◄◄ | ◄ | 1711 | 1712 | 1713 | 1714 | Musikjahr 1715 | 1716 | 1717 | 1718 | 1719 | ► | ►►

Weitere Ereignisse
Dieser Artikel behandelt das Musikjahr 1715.

## Ereignisse

### Johann Sebastian Bach
- Johann Sebastian Bach ist in Weimar als Hoforganist und Kammermusiker am Hof von Herzog Wilhelm Ernst tätig.
- 21. April: Die Kirchenkantate Der Himmel lacht! Die Erde jubilieret (BWV 31) von Johann Sebastian Bach wird am Ostersonntag uraufgeführt.
- 11. Mai: Johann Gottfried Bernhard Bach wird als sechstes Kind von Maria Barbara Bach und Johann Sebastian Bach geboren.
- 16. Juni: Uraufführung der Kirchenkantate O heilges Geist- und Wasserbad (BWV 165) von Johann Sebastian Bach an Trinitatis unter der Leitung des Komponisten.
- 14. Juli: Die Kirchenkantate Barmherziges Herze der ewigen Liebe (BWV 185) von Johann Sebastian Bach wird erstmals unter seiner Leitung aufgeführt.
- 06. Oktober: Bachs Kirchenkantate Komm, du süße Todesstunde (BWV 161) wird vermutlich am 16. Sonntag nach Trinitatis uraufgeführt.
- 03. November: Vermutliche Uraufführung der Kirchenkantate Ach! ich sehe, itzt, da ich zur Hochzeit gehe (BWV 162) von Johann Sebastian Bach für den 20. Sonntag nach Trinitatis.
- 24. November: Bach dirigiert die Uraufführung seiner Kirchenkantate Nur jedem das Seine (BWV 163) am 23. Sonntag nach Trinitatis.
- 22. Dezember: Am 4. Advent wird Bachs Kirchenkantate Bereitet die Wege, bereitet die Bahn! (BWV 132) uraufgeführt.
- Während seiner Amtszeit in Weimar in den Jahren 1712 bis 1717 komponiert Johann Sebastian Bach eine Sammlung choralgebundener Orgelstücke (Choralvorspiele), bekannt als das Orgelbüchlein (BWV 599–644). Auch seine Englischen Suiten entstehen um das Jahr 1715.

### Georg Friedrich Händel
- Georg Friedrich Händel weilt seit Oktober 1712 in London und wohnt seit 1713 beim Earl of Burlington.

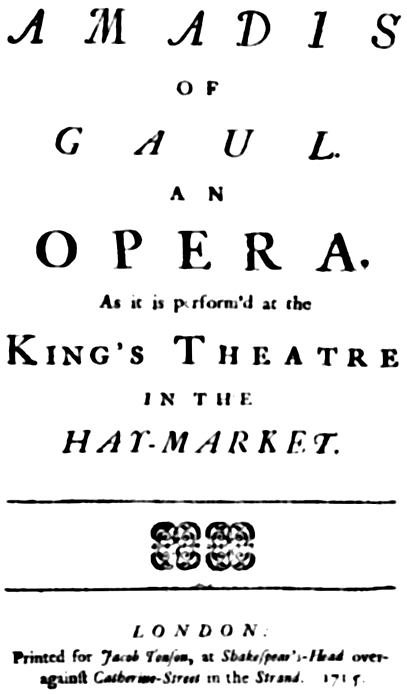
Georg Friedrich Händel – Amadigi di Gaula – Titelseite des Librettos – London 1715

- 25. Mai: Am King’s Theatre am Haymarket in London wird Händels Oper Amadigi di Gaula uraufgeführt. Der Verfasser des Librettos ist nicht nachweisbar, man nimmt aber an, dass es eine Arbeit von Giacomo Rossi ist, möglicherweise aber auch von Nicola Francesco Haym. Der Stoff basiert auf der Ritterlegende von Amadis de Gaula, welche wiederum zu den Artussagen gehört. Die Titelrolle hat Händel dem Kastraten Nicolo Grimaldi auf den Leib geschrieben, der damit erstmals seit drei Jahren wieder in London auftritt.

### Alessandro Scarlatti
- Alessandro Scarlatti ist in Neapel als Kapellmeister der Cappella Reale tätig und veröffentlicht seine 12 Sinfonie di concerto grosso für Blasinstrumente und Streicher, die sich im Wesentlichen an das von Arcangelo Corelli geprägte Concerto-grosso-Konzept halten.
- 16. Februar: Uraufführung der Oper Il Tigrane ossia L'egual impegno d'amore e di fede von Alessandro Scarlatti auf das Libretto von Domenico Lalli am Teatro San Bartolomeo in Neapel.
- Wie aus der Widmung seiner 1716 entstandenen Missa Clementina II hervorgeht, hat Papst Clemens XI. Scarlatti 1715 zum Ritter geschlagen.

### Domenico Scarlatti
- Domenico Scarlatti ist in Rom seit 1709 bei der im Exil lebenden und im Palazzo Zuccari wohnenden polnischen Königin Maria Casimira Sobieska angestellt, für deren Privatbühne er im Laufe der Jahre sechs Opern, sowie mindestens eine Kantate und ein Oratorium komponiert. Seit 1713 ist er außerdem maestro di capella an der Capella Giulia des Vatikans.
- Karneval: Die Oper Ambleto von Domenico Scarlatti auf das Libretto von Apostolo Zeno und Pietro Pariati wird uraufgeführt. Nur eine Arie der Oper ist erhalten.
- Mit Dirindina wird eine weitere Oper Scarlattis (Libretto Girolamo Gigli) in Lucca uraufgeführt.

### Georg Philipp Telemann

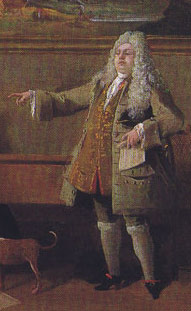
Der Altkastrat Nicolo Grimaldi, bekannt als „Nicolini“

- Georg Philipp Telemann ist städtischer Musikdirektor und Kapellmeister der Barfüßer- und Katharinenkirche in Frankfurt am Main. Telemann übernimmt zusätzlich die Organisation der wöchentlich stattfindenden Konzerte sowie verschiedene Verwaltungsaufgaben der vornehmen Stubengesellschaft Zum Frauenstein im Haus Braunfels auf dem Liebfrauenberg, wo er selbst auch wohnt.
- Während seiner Zeit in Frankfurt komponiert Telemann neben den Kantaten Oratorien, Orchester- und Kammermusik, von der ein Großteil veröffentlicht wird, sowie Musik für politische Festakte und Hochzeitsserenaden. Allerdings findet er keine Gelegenheit, Opern zu veröffentlichen, wenngleich er weiterhin für die Leipziger Oper schreibt.

### Antonio Vivaldi
- Antonio Vivaldi ist musikalischer Leiter (maestro de’ concerti) des Orchester des Ospedale della Pietà (eines von vier Heimen in Venedig für Waisenmädchen). Das Orchester erlangt bald einen für die damalige Zeit legendären Ruf und lockt zahlreiche Italienreisende an. Für das Ospedale della Pietà komponiert Vivaldi auch geistliche Werke, darunter das Credo und zwei Versionen des Gloria.
- Vivaldis Oper Nerone fatto cesare auf das Libretto von Matteo Noris wird uraufgeführt.

### Weitere biografische Ereignisse

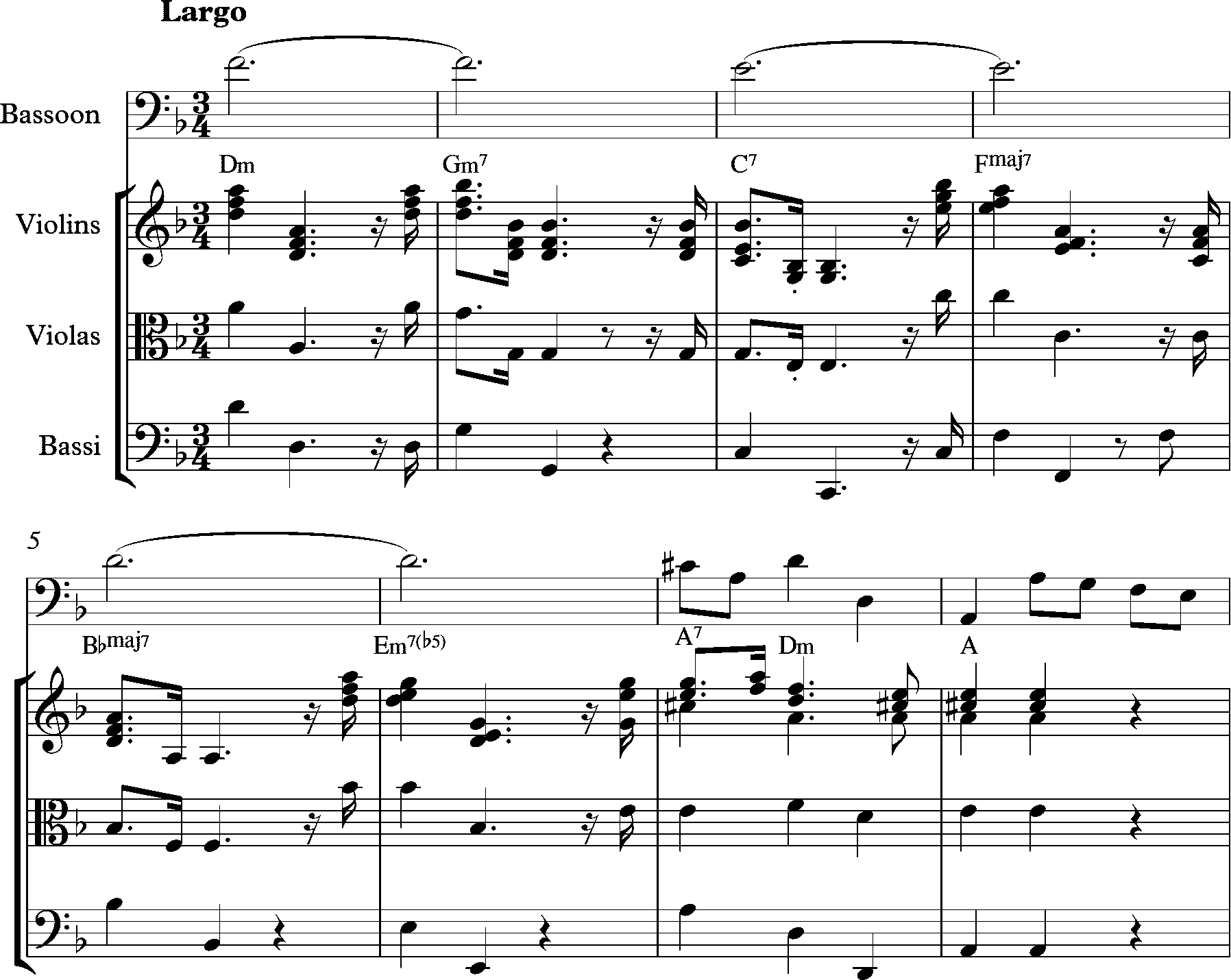
Die Arie Pena tiranna aus der Oper Amadigi di Gaula von Georg Friedrich Händel

- 17. März: Tomaso Albinoni heiratet in Mailand die Sängerin Margherita Raimondi (1683/1684–1721), die bereits im Alter von 15 Jahren in Venedig debütiert hat, und lässt sich mit ihr im venezianischen Pfarrbezirk San Trovaso nieder. Aus der Ehe werden drei Söhne und vier Töchter hervorgehen. Margherita Albinoni tritt auch nach ihrer Heirat auf der Opernbühne auf, jedoch bis auf eine Ausnahme (I rivali generosi, Brescia 1715) offenbar nie in Werken ihres Mannes.
- 00. Juli: Nicola Antonio Porpora beginnt am Conservatorio Sant’Onofrio in Neapel seine Tätigkeit als Gesangslehrer, aus der so berühmte Schüler wie die Kastraten Antonio Uberti (der sich zu Ehren seines Lehrers Porporino nennt), Farinelli (Carlo Broschi) und Caffarelli (Gaetano Majorano) hervorgehen werden.
- Nach dem Tod von Marc’Antonio Ziani wird Johann Joseph Fux Hofkapellmeister der Wiener Hofmusikkapelle, eines der wichtigsten Ämter im europäischen Musikleben der damaligen Zeit. Daneben wirkt er nach wie vor (seit 1713 und bis 1718) als Hofkapellmeister der Kaiserinwitwe Wilhelmine Amalie und unterrichtet Komposition
- Johann Mattheson wird Vikar am Hamburger Dom.
- Jean-Philippe Rameau wechselt von Lyon auf einen Organistenposten nach Clermont, der auf 29 Jahre angelegt ist.

### Uraufführungen

#### Bühnenwerke

##### Oper

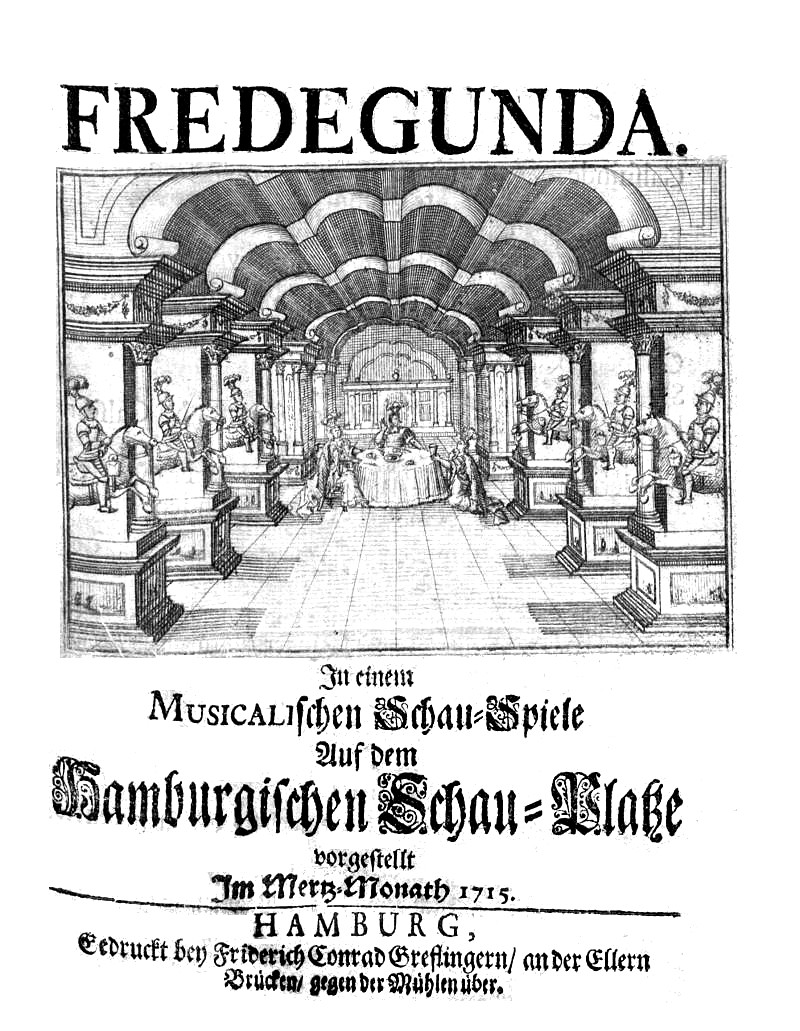
Reinhard Keiser – Fredegunda – Titelseite des Librettos aus dem Jahr 1715

- 01. Oktober: Die Uraufführung der Oper Orfeo ed Euridice von Johann Joseph Fux findet in Wien statt.
- Die Pastorale in drei Akten La costanza vince l’inganno von Christoph Graupner hat ihre Uraufführung in Darmstadt. Die Ouvertüre und die Ballettmusik stammen von Ernst Ludwig, Landgraf von Hessen Darmstadt.
- Georg Friedrich Händel – Amadigi di Gaula
- Vier Opern von Reinhard Keiser werden uraufgeführt:
  - die Serenata Triumph des Friedens auf das Libretto von Johann Ulrich König anlässlich der Feier des Reichsfriedens
  - das musikalische Schauspiel in fünf Akten Fredegunda auf das Libretto von Johann Ulrich König nach La Fredegonda von Francesco Silvani
  - das musikalische Schauspiel in drei Akten L’Amore verso la patria oder Der sterbende Cato auf das Libretto von Barthold Feind nach Catone uticense von Matteo Noris und
  - das Singspiel in drei Akten Artemisia, dessen Libretto von mehreren Autoren stammt.
- Johann Augustin Kobelius – Der unschuldig verdammte Heinrich, Fürst von Wallis
- Antonio Lotti – Polidoro (Tragedia per musica in 5 Akten; auf das Libretto von Agostino Piovene; Venedig)
- Drei Opern von Giuseppe Maria Orlandini werden uraufgeführt:
  - Nerone fatto Cesare (Dramma per musica; Arien in einem Pasticcio mit Musik vieler Komponisten; Libretto von Matteo Noris; Uraufführung ca. 19. Februar in Venedig im Teatro Sant’Angelo)
  - Bacocco e Serpilla (Intermezzi comici-musicali; Libretto von Antonio Salvi; Uraufführung im Mai in Verona). Die Oper ist wohl das im 18. Jahrhundert am häufigsten gespielte musikalische Bühnenwerk überhaupt.
  - Amore e maestà (Tragedia per musica; Libretto von Antonio Salvi; Uraufführung am 30. Juni in Florenz am Teatro del Cocomero)
- Alessandro Scarlatti – Il Tigrane ossia L'egual impegno d'amore e di fede
- Domenico Scarlatti
  - Ambleto (Dramma per musica; Libretto von Apostolo Zeno und Pietro Pariati; Uraufführung zu Karneval in Rom; nur eine Arie erhalten)
  - Dirindina (Farsetta per musica; Libretto von Girolamo Gigli; Uraufführung in Lucca)
- Antonio Vivaldi – Nerone Fatto Cesare (Libretto von Matteo Noris)

##### Ballett
- Les Caractères de la danse von Jean-Féry Rebel werden zum ersten Mal aufgeführt, es tanzt die Primaballerina Françoise Prévost. Das Ballett wird Jahre später auch ein Zugpferd der berühmten Tänzerinnen Marie Camargo (1726) und Marie Sallé (1729).

#### Oratorium
- Johann Mattheson – Die heilsame Geburt und Menschwerdung unsers Herrn und Heilandes Jesu Christi, Hamburg.

### Instrumentalmusik

#### Ensemblemusik
- Tomaso Albinoni – Concerti a cinque op. 7, Amsterdam
- François Couperin – Concerts royaux (veröffentlicht 1722)
- Alessandro Scarlatti – 12 Sinfonie di Concerto grosso

### Tastenmusik

#### Cembalo
- Johann Sebastian Bach
  - 6 Englische Suiten BWV 806–811 (komponiert vielleicht um 1715?)

#### Orgel
- Johann Sebastian Bach[1]
  - Nun komm, der Heiden Heiland (BWV 599, komponiert 1713–1715)
  - Gott, durch deine Güte (BWV 600, komponiert 1713–1715)
  - Herr Christ, der ein'ge Gottessohn (BWV 601, komponiert 1713–1715)
  - Lob sei dem allmächtigen Gott (BWV 602, komponiert 1713–1715)
  - Puer natus in Bethlehem (BWV 603, komponiert 1713–1715)
  - Gelobet seist du, Jesu Christ (BWV 604, komponiert 1713–1715)
  - Der Tag, der ist so freudenreich (BWV 605, komponiert 1713–1715)
  - Vom Himmel hoch, da komm ich her (BWV 606, komponiert 1713–1715)
  - Vom Himmel kam der Engel Schar (BWV 607, komponiert 1713–1715)
  - In dulci jubilo (BWV 608, komponiert 1713–1715)
  - Lobt Gott, ihr Christen, allzugleich (BWV 609, komponiert 1713–1715)
  - Jesu, mein Freude (BWV 610, komponiert 1713–1715)
  - Christum wir sollen loben schon (BWV 611, komponiert 1713–1715)
  - Wir Christenleut (BWV 612, komponiert 1713–1715)
  - Helft mir Gottes Güte preisen (BWV 613, komponiert 1713–1715)
  - Das alte Jahre vergangen ist (BWV 614, komponiert 1713–1715)
  - In dir ist Freude (BWV 615, komponiert 1713–1715)
  - Mit Fried und Freud ich fahr dahin (BWV 616, komponiert 1713–1715)
  - Herr Gott, nun schleuß den Himmel auf (BWV 617, komponiert 1713–1715)
  - O Lamm Gottes, unschuldig (BWV 618, komponiert 1713–1715)
  - Christe, du Lamm Gottes (BWV 619, komponiert 1713–1715)
  - Christus, der uns selig macht (BWV 620, komponiert 1713–1715)
  - Christus, der uns selig macht (BWV 620a, komponiert 1713–1715)
  - Da Jesus an dem Kreuze stund (BWV 621, komponiert 1713–1715)
  - O Mensch, bewein dein Sünde groß (BWV 622, komponiert 1713–1715)
  - Wir danken dir, Herr Jesu Christ (BWV 623, komponiert 1713–1715)
  - Hilf Gott, dass mir's gelinge (BWV 624, komponiert 1713–1715)
  - Christ lag in Todesbanden (BWV 625, komponiert 1713–1715)
  - Jesus Christus, unser Heiland (BWV 626, komponiert 1713–1715)
  - Christ ist erstanden (BWV 627, komponiert 1713–1715)
  - Erstanden ist der heilge Christ (BWV 628, komponiert 1713–1715)
  - Erschienen ist der herrliche Tag (BWV 629, komponiert 1713–1715)
  - Heut triumphieret Gottes Sohn (BWV 630, komponiert 1713–1715)
  - Komm, Gott Schöpfer, Heiliger Geist (BWV 631, komponiert 1713–1715)
  - Komm, Gott Schöpfer, Heiliger Geist (BWV 631a, komponiert 1713–1715)
  - Herr Jesu Christ, dich zu uns wend (BWV 632, komponiert 1713–1715)
  - Liebster Jesu, wir sind hier (BWV 633, komponiert 1713–1715)
  - Liebster Jesu, wir sind hier (BWV 634, komponiert 1713–1715)
  - Dies sind die heilgen zehn Gebot (BWV 635, komponiert 1713–1715)
  - Vater unser im Himmelreich (BWV 636, komponiert 1713–1715)
  - Durch Adams Fall ist ganz verderbt (BWV 637, komponiert 1713–1715)
  - Es ist das Heil uns kommen her (BWV 638, komponiert 1713–1715)
  - Ich ruf zu dir, Herr Jesu Christ (BWV 639, komponiert 1713–1715)
  - In dich hab ich gehoffet, Herr (BWV 640, komponiert 1713–1715)
  - Wenn wir in höchsten Nöten sein (BWV 641, komponiert 1713–1715)
  - Wer nur den lieben Gott lässt walten (BWV 642, komponiert 1713–1715)
  - Alle Menschen müssen sterben (BWV 643, komponiert 1713–1715)
  - Ach wie nichtig, ach wie flüchtig (BWV 644, komponiert 1713–1715)
  - Präludium und Fuge (BWV 534, komponiert 1712–1717?)

### Vokalmusik

#### Geistlich
- Johann Sebastian Bach – Kantaten
  - Der Himmel lacht! Die Erde jubilieret (BWV 31)
  - Alles, was von Gott geboren (BWV 80a)
  - Bereitet die Wege, bereitet die Bahn (BWV 132)
  - Komm, du süße Todesstunde (BWV 161)
  - Ach, ich sehe, itzt, da ich zur Hochzeit gehe (BWV 162)
  - Nur jedem das Seine (BWV 163)
  - O heilges Geist- und Wasserbad (BWV 165)
  - Barmherziges Herze der ewigen Liebe (BWV 185)
  - Leb ich oder leb ich nicht (BWV2 Anh. 191/Anh. I 2, 1715?, verschollen)[1]
- Antonio Caldara – Motetti a 2, 3 voci op. 4 (Bologna 1715)
- Alessandro Scarlatti – Stabat Mater

#### Weltlich
- Élisabeth Jacquet de La Guerre – Cantates françoises, 3. Buch (Paris, c.1715 [3 Kantaten; 1 Komisches Duett])
  - Semelé
  - L’Ile de Delos
  - Le Sommeil d’Ulisse
  - Le Raccommodement Comique de Pierrot et de Nicole

### Lehrwerke
- Alessandro Scarlatti
  - Regole per principianti (ca. 1715)
  - Varie introduttioni per sonare e mettersi in tono delle compositioni (ca. 1715)

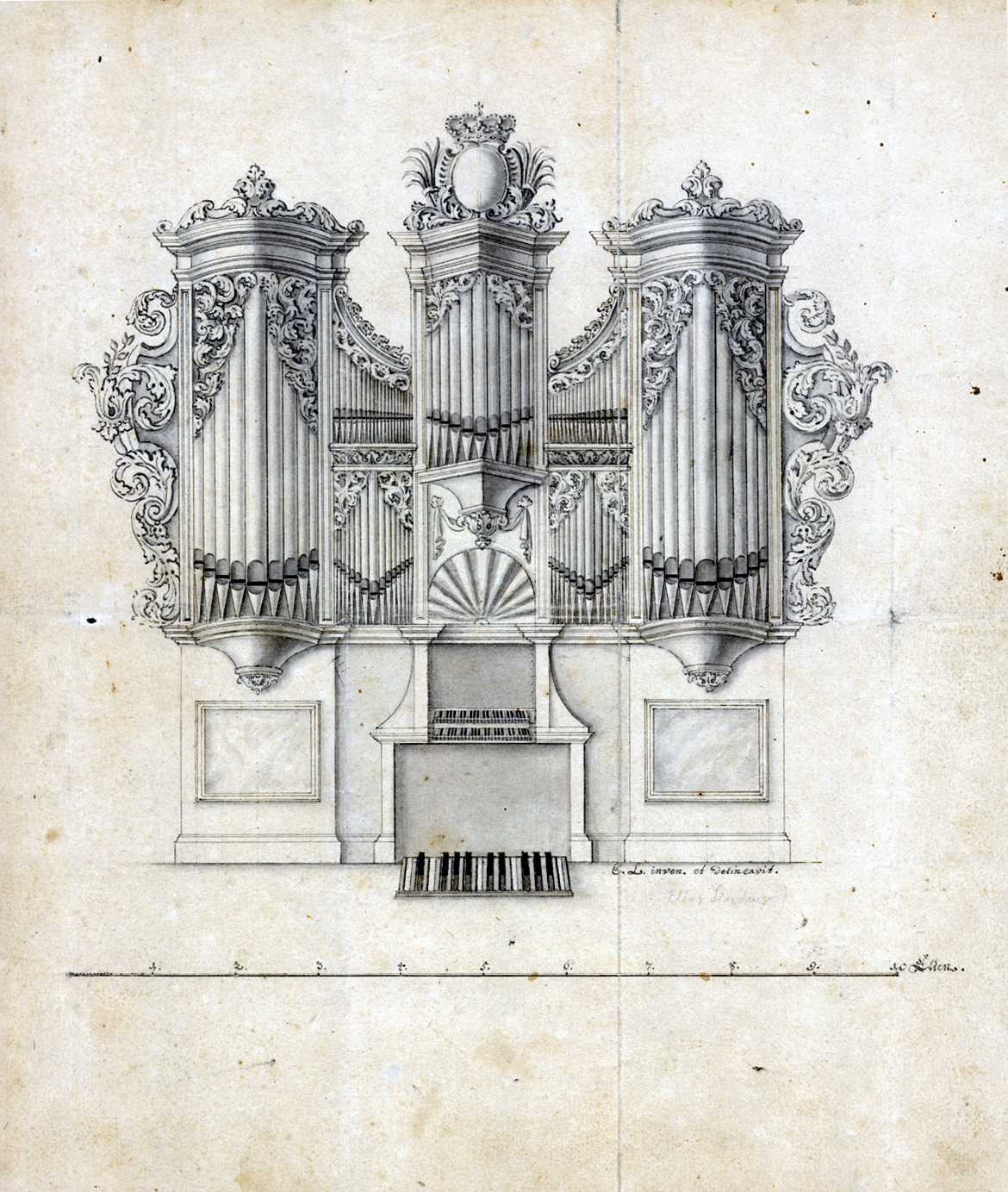
Entwurfszeichnung für die Orgel der Jakobikirche in Freiberg/Sachsen von Gottfried Silbermann aus dem Jahr 1715

### Instrumentenbau
- Arp Schnitger
  - arbeitet an der Orgel für die Christkirche in Rendsburg,
  - beginnt mit der Fertigung der Orgel für die Kathedrale in Faro, die vermutlich durch Schnitgers Mitarbeiter Heinrich Hulenkampf errichtet oder gar gebaut wurde und
  - startet den Bau der Orgel in der Kirche St. Laurentii in Itzehoe.
- Gottfried Silbermann
  - baut die Orgel in der Kirche St. Georg in Pfaffroda,
  - arbeitet an der Orgel für die Kirche St. Nikolai in Oberbobritzsch und
  - beginnt den Bau der Orgel für die Dorfkirche in Niederschöna.
- Antonio Stradivari
  - stellt die Violinen Joachim, Lipinski (Anonymer Besitzer in Milwaukee), Cremonese, Titian, Alard, Bazzini, Marsick und Aurea her. Die Lipinski gehört mit der Messias aus dem Jahr 1716 zu seinen berühmtesten Geigen, die er von 1700 bis 1725 geschaffen hat.
  - fertigt die Bratsche „Die Russische Viola“.

## Geboren

### Geburtsdatum gesichert
- 12. Januar: Jacques Duphly, französischer Komponist, Cembalist und Organist († 1789)
- 29. Januar: Georg Christoph Wagenseil, österreichischer Komponist († 1777)
- 11. April: John Alcock, britischer Organist und Komponist († 1806)
- 19. April: James Nares, britischer Komponist und Organist († 1783)
- 23. April: Johann Friedrich Doles, deutscher Komponist und Thomaskantor († 1797)
- 11. Mai: Johann Gottfried Bernhard Bach, deutscher Organist († 1739)
- 11. Mai: Ignazio Fiorillo, italienischer Opernkomponist († 1787)
- 04. Juli: Christoph August Reichel, deutscher Kirchenlieddichter, lutherischer Geistlicher und Gymnasiallehrer († 1774)
- 16. November: Girolamo Abos, maltesischer Komponist († 1760)
- 12. Dezember: Gennaro Manna, italienischer Komponist († 1779)

### Genaues Geburtsdatum unbekannt
- Giovanni Battista Casali, italienischer Komponist († 1792)
- Carlo Ferdinando Landolfi, italienischer Geigen- und Cellobauer († 1784)
- György Maróthi, ungarischer Musikwissenschaftler, Musikpädagoge und Komponist († um 1744)
- John Randall, englischer Organist, Musikprofessor und Komponist († 1799)

### Geboren um 1715
- Jacques-Antoine Denoyé, französischer Organist und Komponist († 1759)

## Gestorben

### Todesdatum gesichert

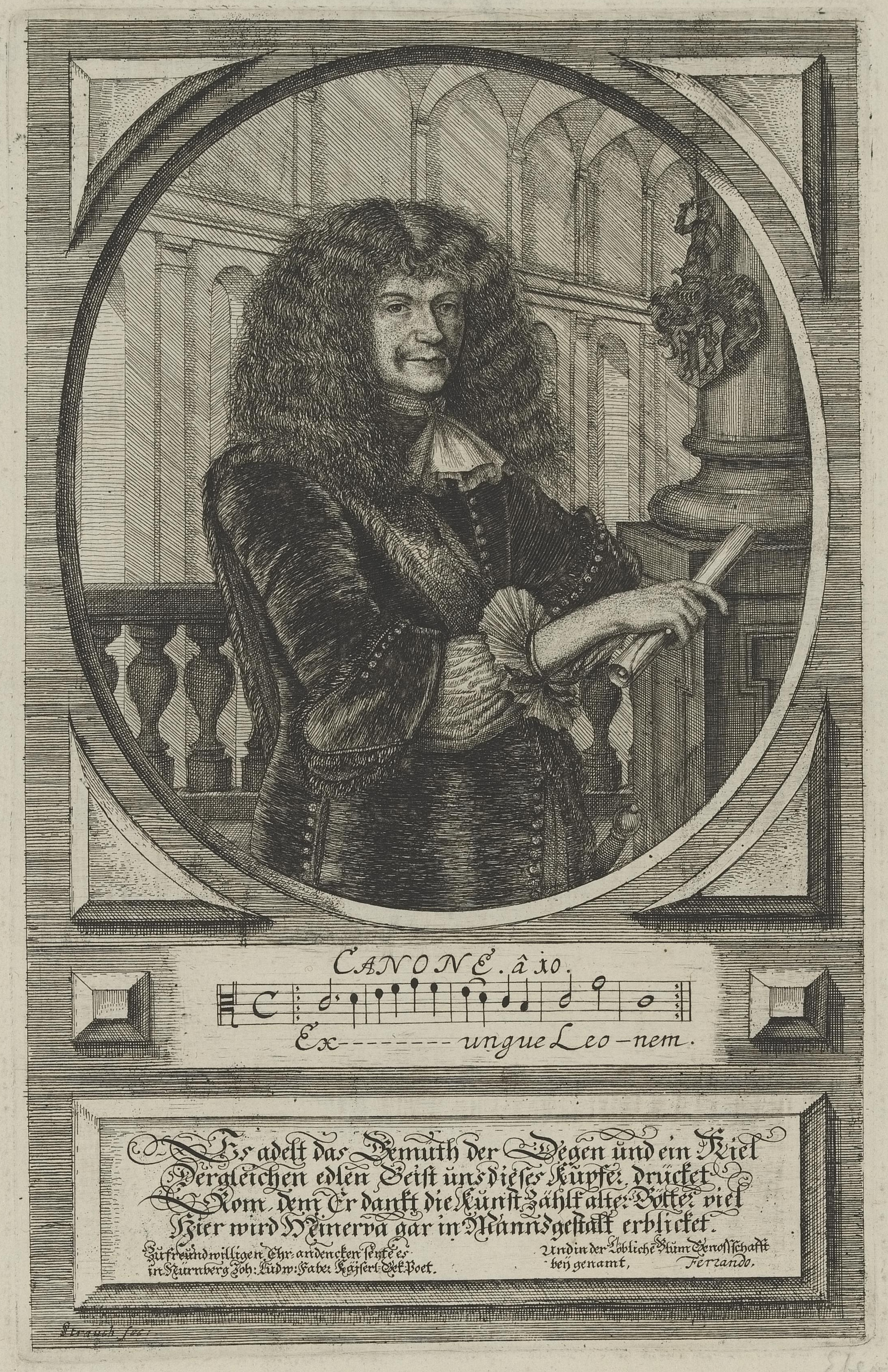
Daniel Eberlin; † 5. Juni

- 22. Januar: Marc’Antonio Ziani, venezianisch-österreichischer Sänger, Komponist und Hofkapellmeister (* 1653)
- 03. Februar: Gottfried Vopelius, deutscher lutherischer Kantor und Lehrer (* 1645)
- 12. Mai: Johann Christian Adami, deutscher lutherischer Theologe und Kirchenlieddichter (* 1662)
- 21. Mai: Christophe Ballard, französischer Musikverleger (* 1641)
- 05. Juni: Daniel Eberlin, deutscher Kapellmeister und Komponist (* 1647)
- 15. Juli: Christian Heinrich Weidemann, deutscher Librettist und Jurist (* vor 1695)
- 30. Juli: Nahum Tate, englischer Dichter, Schriftsteller und Librettist (* 1652)
- 01. August: Johann Ernst IV., Herzog von Sachsen-Weimar und Komponist (* 1696)

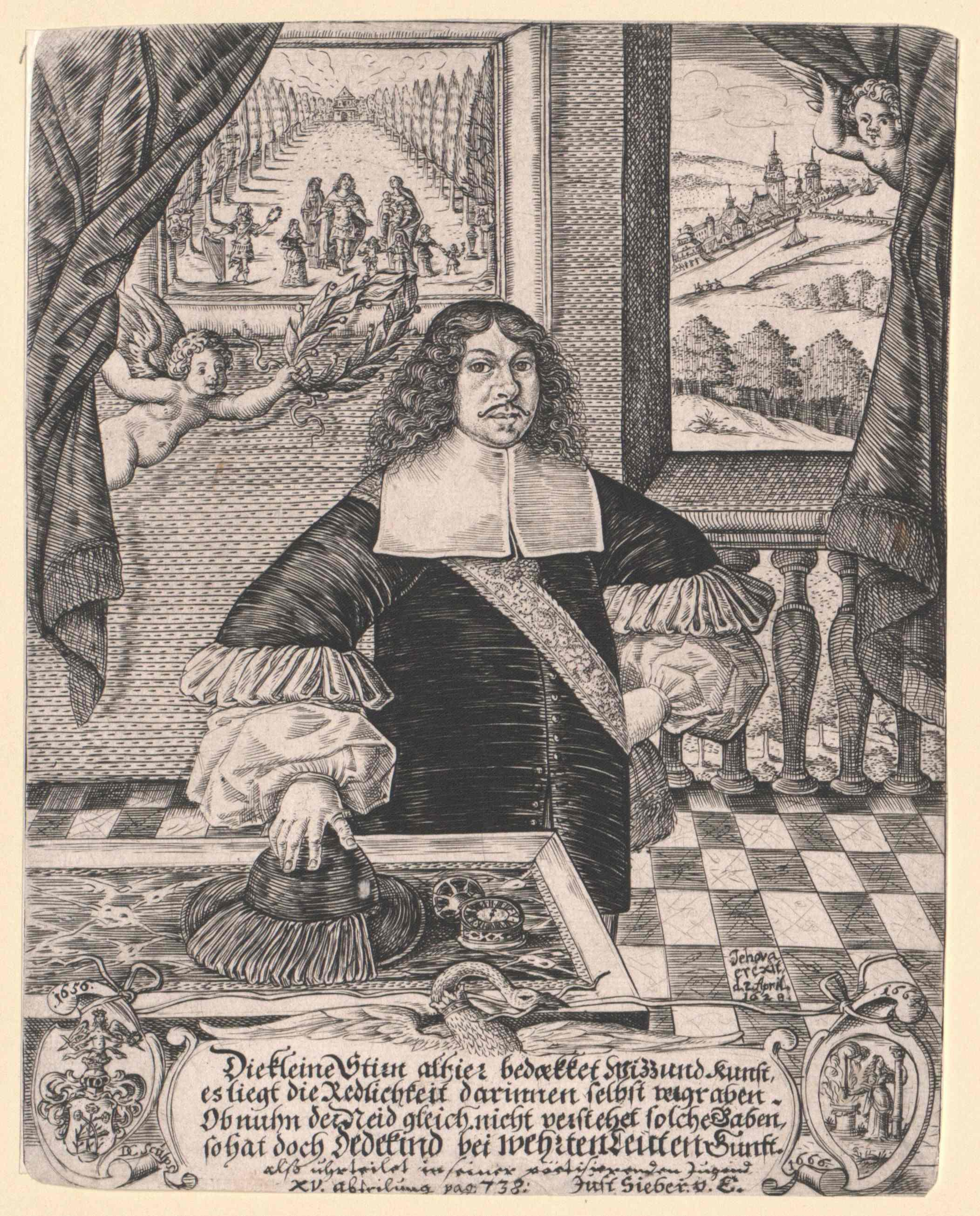
Constantin Christian Dedekind; † 2. September

- 02. September: Constantin Christian Dedekind, deutscher Dichter und Komponist (* 1628)
- 20. September: Jakob Kremberg, polnischer Komponist, Lautenist und Librettist (* um 1650)
- 06. September: Basilius Petritz, Kreuzkantor in Dresden (* 1647)
- 06. Oktober: Melchior Hoffmann, deutscher Komponist (* zwischen 1635 und 1640)
- 28. Oktober: Florentin Streckfuß, österreichischer Metall- und Glockengießer (* unbekannt)
- 30. November: Christian Heuchelin, deutscher Librettist und Jurist (* 1639)

### Gestorben vor 1715
- Dorothea Sophia Feetz, reformierte deutsche Schriftstellerin und Librettistin (* vor 1691)

### Gestorben nach 1715
- Peter Henrich Varenholt, deutscher Orgelbauer (* zwischen 1635 und 1640)